# James Shirley
Pour les articles homonymes, voir Shirley.
James Shirley, né à Londres en septembre 1596 – Londres et mort lors du Grand incendie de Londres en octobre 1666, est un poète et dramaturge anglais, appartenant à la dernière période du théâtre élisabéthain.

## Biographie
Né à Londres, il étudie au St John's College (Oxford), puis au St Catharine's College (Cambridge) où il obtient un diplôme en 1618. La même année, il publie son premier poème intitulé Echo, or the Unfortunate Lovers et aujourd'hui perdu, mais qui est peut-être une première version de celui qui fait paraître sous le titre Narcissus en 1646.
Converti à la foi catholique, il devient professeur à l'école de St Albans en 1623, puis s'installe à Londres en 1625 la même année où est jouée sa première comédie qu'il signe seul : Love Tricks, or thé School of Complement. Il compose dans la capitale, pendant les dix-huit années suivantes, plus de 30 pièces de théâtre, jusqu'à la fermeture des établissements théâtraux par les Puritains en 1642. Bien qu'ayant une prédilection pour la comédie, il aborde tous les genres en vogue à son époque : la tragédie, la tragi-comédie, le masque, la moralité... La plupart de ses premières pièces sont jouées par la troupe des Queen Henrietta's Men. Quelques-unes ont été écrites en collaboration avec John Fletcher ou possiblement révisées par lui.
De 1636 à 1640, il vit en Irlande et écrit quelques pièces pour le premier théâtre à voir le jour à Dublin. À son retour à Londres, un différend l'oppose à la troupe des Queen Henrietta's Men qui ont vendu plusieurs de ses œuvres sans son consentement. Ses dernières pièces seront montées par la troupe des King's Men, la compagnie pour laquelle William Shakespeare a écrit la plupart de ses œuvres.
Fidèle à la cause royale, James Shirley sert quelque temps pendant la guerre civile sous les ordres du duc de Newcastle.
Victime du Grand incendie de Londres de septembre 1666, James Shirley meurt en octobre de la même année. Sa dépouille est inhumée à l'église St Giles in the Fields.

## Œuvres

### Théâtre

#### Comédies
- The Night Walker, or The Little Thief (vers 1611), en collaboration avec John Fletcher
- Love Tricks (1625)
- The Wedding (1626)
- The Brothers (1626)
- The Witty Fair One (1628)
- The Humorous Courtier (1631)
- Love in a Maze (1632)
- Hyde Park (1632)
- The Ball (1632)
- The Bird in a Cage (1633)
- The Gamester (1633)
- The Example (1634)
- The Opportunity (1634)
- The Lady of Pleasure (1635)
- The Royal Master (1638)
- The Constant Maid (1640)
- The Sisters (1642)

#### Tragédies
- The Maid's Revenge (1626)
- The Traitor (1631)
- Love's Cruelty (1631)
- The Politician (1639)
- The Cardinal (1641)

#### Tragi-comédies
- The Grateful Servant (1629)
- The Young Admiral (1633)
- The Coronation (1635)
- The Duke's Mistress (1636)
- The Gentleman of Venice (1639)
- The Doubtful Heir (1640)
- The Imposture (1640)

### Autres
- A Contention for Honor and Riches (1633), moralité
- The Triumph of Peace (1634), masque
- The Arcadia (1640), tragicomédie pastorale
- St. Patrick for Ireland (1640), pièce religieuse
- The Triumph of Beauty (1640), masque
- The Contention of Ajax and Ulysses (1659), divertissement
- Cupid and Death (1653), masque
- Honoria and Mammon, moralité